# Pós-pós-modernismo
O pós-pós-modernismo é um amplo conjunto de desenvolvimentos na teoria crítica, filosofia, arquitetura, arte, literatura e cultura que estão emergindo e reagindo ao pós-modernismo.

## Periodização
A maioria dos estudiosos concordaria que o modernismo começou por volta de 1900 e continuou como a força cultural dominante nos círculos intelectuais da cultura ocidental até meados do século XX. Como todas as épocas, o modernismo abrange muitas direções individuais concorrentes e é impossível definir como uma unidade ou totalidade discreta. No entanto, muitas vezes pensa-se que suas principais características gerais incluem uma ênfase na "estética radical, na experimentação técnica, espacial ou rítmica, em vez da forma cronológica, [e] na reflexividade autoconsciente" bem como a busca pela autenticidade nas relações humanas, a abstração na arte e o esforço utópico. Estas características normalmente faltam no pós-modernismo ou são tratadas como objetos de ironia.
O pós-modernismo surgiu após a Segunda Guerra Mundial como uma reacção às falhas percebidas do modernismo, cujos projectos artísticos radicais passaram a ser associados ao totalitarismo ou foram assimilados pela cultura dominante. As características básicas do que hoje chamamos de pós-modernismo podem ser encontradas já na década de 1940, principalmente na obra de Jorge Luis Borges. No entanto, a maioria dos estudiosos de hoje concordaria que o pós-modernismo começou a competir com o modernismo no final da década de 1950 e ganhou ascendência sobre ele na década de 1960. Desde então, o pós-modernismo tem sido uma força dominante, embora não indiscutível, na arte, literatura, cinema, música, drama, arquitetura, história e filosofia continental. Considera-se normalmente que as características salientes do pós-modernismo incluem o jogo irônico com estilos, citações e níveis narrativos, um ceticismo metafísico ou niilismo em relação a uma "grande narrativa" da cultura ocidental, uma preferência pelo virtual em detrimento do o real (ou mais precisamente, um questionamento fundamental do que constitui 'o real') e uma "diminuição do afeto" por parte do sujeito, que é apanhado na interação livre do virtual, interminavelmente sinais reproduzíveis que induzem um estado de consciência semelhante ao da esquizofrenia.
Desde o final da década de 1990, tem havido um sentimento pequeno, mas crescente, tanto na cultura popular quanto na academia, de que o pós-modernismo “saiu de moda”. No entanto, houve poucas tentativas formais de definir e nomear a era que sucedeu ao pós-modernismo, e nenhuma das designações propostas ainda se tornou parte do uso dominante.

## Definições
O consenso sobre o que constitui uma era não pode ser alcançado facilmente enquanto essa era ainda está nos seus estágios iniciais. No entanto, um tema comum das tentativas actuais de definir o pós-pós-modernismo está a emergir como aquele em que a fé, a confiança, o diálogo, o desempenho e a sinceridade podem trabalhar para transcender a ironia pós-moderna. As definições a seguir, que variam amplamente em profundidade, foco e escopo, estão listadas em ordem cronológica de aparecimento.

### Pós-pós-modernismode Turner
Em 1995, o arquiteto paisagista e urbanista Tom Turner lançou um apelo do tamanho de um livro para uma virada pós-pós-moderna no planejamento urbano. Turner critica o credo pós-moderno de "vale tudo" e sugere que "as profissões do ambiente construído estão testemunhando o surgimento gradual de um pós-pós-modernismo que busca temperar a razão com a fé". Em particular, Turner defende o uso de padrões orgânicos e geométricos atemporais no planejamento urbano. Como fontes de tais padrões, ele cita, entre outros, o trabalho de influência taoísta do arquiteto americano Christopher Alexander, a psicologia da gestalt e o conceito de arquétipos do psicanalista Carl Jung. No que diz respeito à terminologia, Turner exorta-nos a “abraçar o pós-pós-modernismo – e rezar por um nome melhor”.

### Otranspós-modernismode Turner
No seu livro de 1999 sobre o pós-modernismo russo, o eslavista russo-americano Mikhail Epstein sugeriu que o pós-modernismo "é... parte de uma formação histórica muito mais ampla", que ele chama de "pós-modernidade". Epstein acredita que a estética pós-modernista acabará por se tornar inteiramente convencional e fornecer a base para um novo tipo de poesia não irônica, que ele descreve usando o prefixo "trans-":
Ao considerarmos os nomes que possivelmente poderiam ser usados para designar a nova era que se seguiu ao “pós-modernismo”, descobrimos que o prefixo “trans” se destaca de maneira especial. O último terço do século XX desenvolveu-se sob o signo do “pós”, que sinalizou o desaparecimento de conceitos da modernidade como “verdade” e “objetividade”, “alma” e “subjetividade”, “utopia” e “idealidade”, “origem primária” e “originalidade”, “sinceridade” e “sentimentalismo”. Todos esses conceitos estão agora renascendo na forma de “transsubjetividade”, “transidealismo”, “transutopismo”, “transoriginalidade”, “translirismo”, “transsentimentalismo” etc.
Como exemplo Epstein cita a obra do poeta russo contemporâneo Timur Kibirov.

### Pós-milenismode Gans
O termo pós-milenismo foi introduzido em 2000 pelo teórico cultural americano Eric Gans para descrever a era após o pós-modernismo em termos éticos e sócio-políticos. Gans associa estreitamente o pós-modernismo ao “pensamento da vítima”, que ele define como sendo baseado numa oposição ética inegociável entre perpetradores e vítimas resultante da experiência de Auschwitz e Hiroshima. Na opinião de Gans, a ética do pós-modernismo deriva da identificação com a vítima periférica e do desprezo do centro utópico ocupado pelo perpetrador. O pós-modernismo, neste sentido, é marcado por uma política vitimária que é produtiva na sua oposição ao utopismo modernista e ao totalitarismo, mas improdutiva no seu ressentimento contra o capitalismo e a democracia liberal, que ele vê como os agentes de longo prazo da reconciliação global. Em contraste com o pós-modernismo, o pós-milenismo distingue-se pela rejeição do pensamento vitimário e por uma viragem para o “diálogo não vitimário” que irá “diminuir... a quantidade de ressentimento no mundo”. Gans desenvolveu ainda mais a noção de pós-milenismo em muitas de suas Chronicles of Love and Resentment e o termo está intimamente aliado à sua teoria da antropologia generativa e ao seu conceito cênico de história.

### Pseudomodernismooudigimodernismode Kirby
Em seu artigo de 2006, The Death of Postmodernism and Beyond, o estudioso britânico Alan Kirby formulou uma avaliação sociocultural do pós-pós-modernismo que ele chama de "pseudo-modernismo". Kirby associa o pseudomodernismo à banalidade e superficialidade resultantes da participação instantânea, direta e superficial na cultura tornada possível pela internet, telefones celulares, televisão interativa e meios semelhantes: "No pseudomodernismo alguém telefona, clica, pressiona, navega, escolhe, move, baixa."
Os "estados intelectuais típicos" do pseudo-modernismo são, além disso, descritos como sendo "ignorância, fanatismo e ansiedade" e diz-se que produzem um "estado de transe" naqueles que dele participam. O resultado líquido desta superficialidade induzida pela mídia e da participação instantânea em eventos triviais é um “autismo silencioso” que substitui “a neurose do modernismo e o narcisismo do pós-modernismo”. Kirby não vê obras esteticamente valiosas surgindo do "pseudomodernismo". Como exemplos de sua banalidade, ele cita reality shows, programas de notícias interativos, "as baboseiras encontradas... em algumas páginas da Wikipédia", novelas documentais e o cinema ensaístico de Michael Moore ou Morgan Spurlock. Em um livro publicado em setembro de 2009 intitulado Digimodernism: How New Technologies Dismantle the Postmodern and Reconfigure our Culture, Kirby desenvolveu ainda mais e matizou suas opiniões sobre cultura e textualidade no rescaldo do pós-modernismo.

### Ometamodernismode Vermeulen e van den Akker
Em 2010, os teóricos culturais Timotheus Vermeulen e Robin van den Akker introduziram o termo metamodernismo como uma intervenção no debate pós-pós-modernismo. No seu artigo “Notas sobre o Metamodernismo” afirmam que os anos 2000 são caracterizados pela emergência de uma sensibilidade que oscila entre, e deve ser situada além, das posições modernas e das estratégias pós-modernas. Como exemplos da sensibilidade metamoderna, Vermeulen e van den Akker citam a "ingenuidade informada", o "idealismo pragmático" e o "fanatismo moderado" das várias respostas culturais, entre outras, às mudanças climáticas, à crise financeira e à instabilidade (geo)política.
O prefixo “meta” aqui não se refere a alguma postura reflexiva ou ruminação repetida, mas à metaxia de Platão, que pretende um movimento entre pólos opostos, bem como além.

### O hiper-hibrismo e o heterolinacionalismo de Mehdi Ghasemi
Em 2020 e 2022, o estudioso literário Mehdi Ghasemi introduziu os termos hiper-hibridismo e heterolinacionalismo no Journal of Contemporary Aesthetics. Em seu artigo, "Pós-pós-modernismo e o surgimento de literaturas heterolinacionais", ele se juntou aos debates em curso sobre o pós-pós-modernismo através da introdução do "hiper-hibridismo e do heterolinacionalismo" como outros sucessores do pós-modernismo e recorrendo a alguns paradigmas de literaturas hiper-híbridas e heterolinacionais, incluindo a pós-academia, pós-nacionalismo e poliliteratura, polivocalismo e plurilinguismo, autopublicação, mídias sociais e multimídia, bem como transtextualidade e fanfiction.